# Stethacanthus
 Stethacanthus  („Bruststachel“) ist eine Gattung von haiähnlichen Knorpelfischen, die im Oberdevon und Unterkarbon (von 370 bis 330 Millionen Jahren vor Heute) lebte und deren Überreste in Nordamerika, Europa und dem nördlichen Asien gefunden wurden. Sechs Arten sind bislang wissenschaftlich beschrieben worden.

## Beschreibung und Lebensweise
Die Größe des Tieres blieb gewöhnlich unter 70 cm, es wurden jedoch auch bis zu zwei Meter lange Exemplare gefunden. Das auffälligste Merkmal von Stethacanthus war eine ambossförmige vordere Rückenflosse aus calcitischem Knorpel, die nur beim Männchen ausgebildet war (Sexualdimorphismus). Sie war obenauf mit kleinen Stacheln aus vergrößerten Placoidschuppen besetzt, die auch am Kopf zu finden waren. Man vermutet, dass diese Struktur zur Abschreckung und Abwehr von Feinden oder Rivalen diente und eine Funktion bei der Partnersuche hatte. Abgesehen von den Stachelschuppen auf Rückenflosse und Kopf besaß Stethacanthus keine Schuppen.
Die Brustflosse des Tieres verbesserte die Stabilität und machte zusammen mit der gut ausbalancierten Schwanzflosse den Fisch zu einem wendigen Jäger. Stethacanthus machte wohl vornehmlich Jagd auf kleine Fische und andere Meerestiere.

## Arten
Folgende Arten werden der Gattung Stethacanthus zugeordnet:
- S. altonensis St.John & Worthen, 1875
- S. mirabilis Agassiz, 1843
- S. praecursor Hossakof & Bryant, 1918
- S. productus Lund & Zangerl, 1974
- S. thomasi Turner, 1982
- S. gansuensis Wang, Jin & Wang, 2004

## Literatur

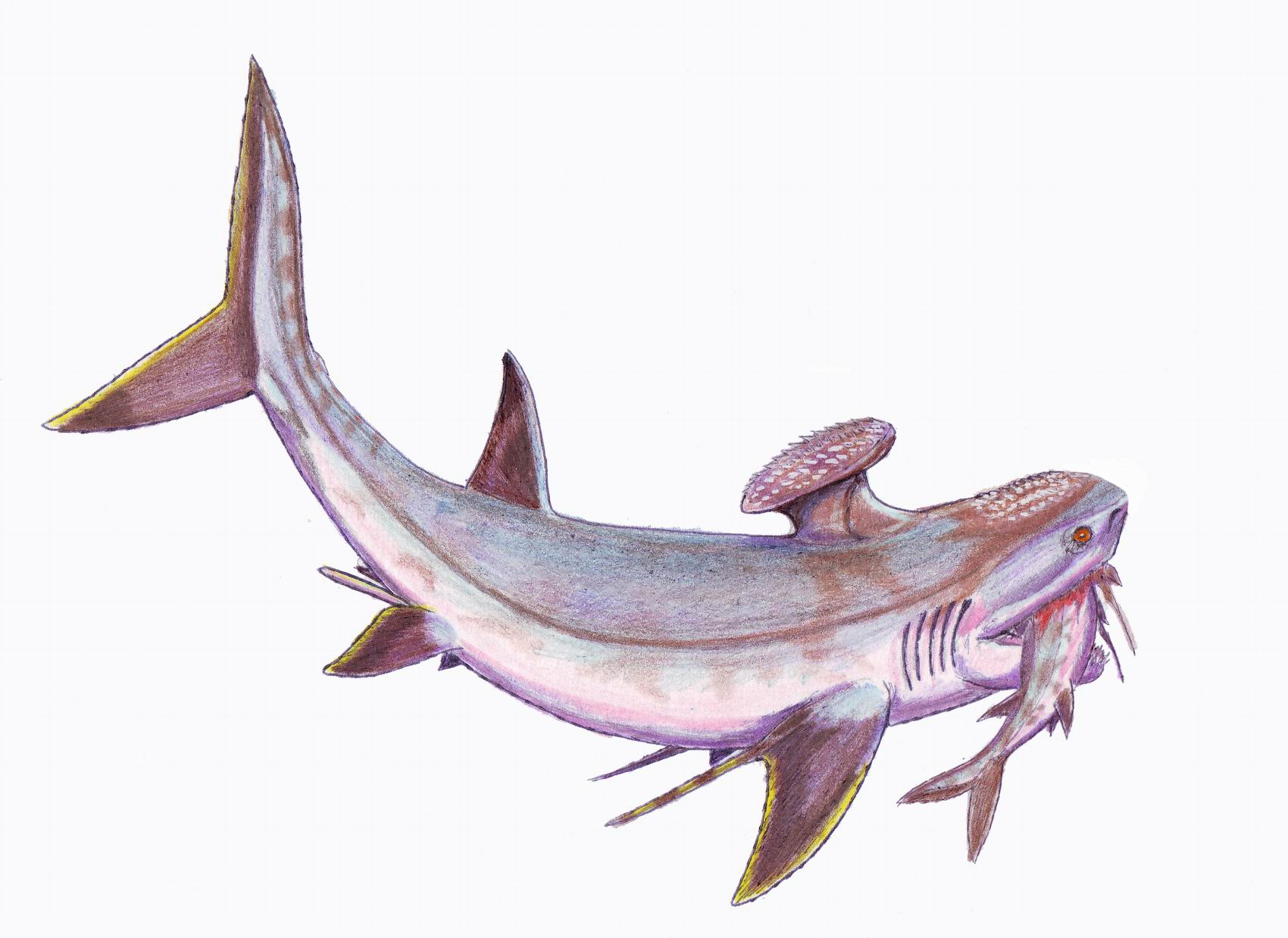
Stethacanthus productus, Lebendrekonstruktion